# Турко, Ливия
Ливия Турко (итал. Livia Turco; род. 13 февраля 1955, Кунео, Пьемонт) — итальянский левоцентристский политик, министр социальной солидарности (1996—2001), министр здравоохранения (2006—2008).

## Биография
Родилась 13 февраля 1955 года в Кунео, окончила классический лицей, занималась преподаванием, с 1978 по 1982 год являлась секретарём организации Итальянской коммунистической молодёжной федерации (FGCI) в провинции Турин, с 1986 года входила в секретариат Итальянской коммунистической партии. По мере реорганизации левых партий вступала последовательно в Демократическую партию левых сил, партию «Левые демократы» и в Демократическую партию.
С 1987 по 2006 год Турко являлась членом Палаты депутатов X—XIV созывов, в 2008—2013 годах была депутатом XVI созыва. В 2006—2008 годах являлась сенатором от Пьемонта.

### Работа в правительствах левоцентристов (1996—2001, 2006—2008)

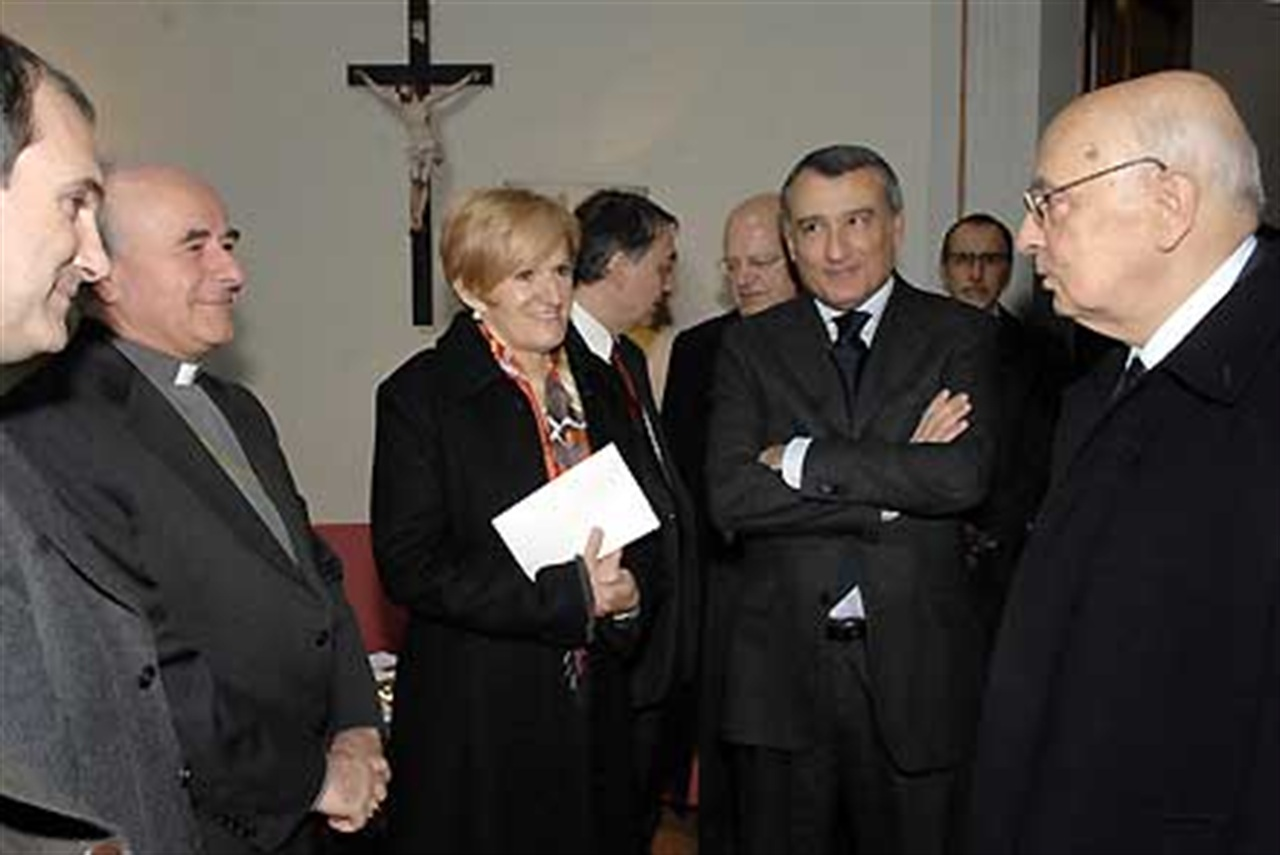
С президентом Италии Джорджо Наполитано (крайний справа) при посещении римской больницы Святого Галликана (9 января 2008 года).

Ливия Турко являлась министром социальной солидарности последовательно в четырёх левоцентристских правительствах 1996—2001 годов: в первом правительстве Проди (17 мая 1996 — 21 октября 1998), в первом (21 октября 1998 — 22 декабря 1999) и втором (22 декабря 1999 — 25 апреля 2000) правительствах Д’Алема и во втором правительстве Амато (25 апреля 2000 — 11 июня 2001).
Будучи министром, инициировала вместе с Джорджо Наполитано так называемый «закон Турко-Наполитано» (закон № 40 от 6 марта 1998 года), призванный поощрять легальную иммиграцию в Италию и препятствовать нелегальной. В соответствии с этим нормативным актом была создана сеть центров временного пребывания (Centri di Permanenza Temporanea), в которых желающие въехать в Италию без документов должны были находиться в течение 30 дней и, в случае невозможности установить их личность в течение этого срока, подлежали депортации в течение 15 дней.
На региональных выборах 16 апреля 2000 года в Пьемонте возглавляемый Ливией Турко левоцентристский блок Livia Turco Piemonte потерпел поражение, заручившись поддержкой 33,12 % избирателей против 61,92 % голосов у правоцентристской коалиции во главе с Энцо Гиго.
Во втором правительстве Проди (17 мая 2006 — 6 мая 2008) Турко получила портфель министра здравоохранения. В 2006 году газета Il Giornale вышла с шапкой «Турко хочет легализовать эвтаназию», вследствие чего её редактор Маурицио Бельпьетро был вынужден принести извинения, признав ошибку редакции: журналисты перепутали представителя партии Роза в кулаке Маурицио Турко с новым министром здравоохранения. В ответ на оправдания Бельпьетро, что причиной ошибки стал законопроект левоцентристского большинства, предполагающий введение в практику заблаговременного декларирования желающими неприемлемых для них методов лечения и эвтаназии, Турко выразила своё возмущение и напомнила, что в качестве члена правительства она не имеет права инициировать законопроекты.

### Уход из политики
В 2013 году отказалась от участия в парламентских выборах, возглавляла Форум иммиграции и социальной политики (Forum immigrazione e politiche sociali) в Демократической партии.

## Семья
В январе 2006 года Ливия Турко официально вышла замуж за сотрудника аппарата региональных властей Пьемонта Агостино Лопревите (Agostino Loprevite), с которым около четверти века находилась в близких отношениях. Их семью итальянская пресса приводит как пример новых отношений между мужчиной и женщиной — когда в 1992 году родился их единственный сын Энрико, именно Лопервите взял отпуск по уходу за ребёнком, поскольку Турко была занята предвыборной кампанией.